# بالگردگاه تورل
بالگردگاه تورل (به انگلیسی: Turel Heliport) یک فرودگاه مسافربری است. این فرودگاه در کشور ایالات متحده آمریکا قرار دارد و در ارتفاع ۲۰۴ متری از سطح دریا واقع شده است.